# Sovice
Sovice (též Sovický vrch, 278 m) je izolovaný, zčásti zalesněný svědecký vrch v Úštěcké pahorkatině, šest kilometrů západně od Štětí a osm kilometrů severovýchodně od Roudnice nad Labem. Vrch se nachází v katastrálním území obce Vrbice v okrese Litoměřice v Ústeckém kraji.
Pod vrcholem na severní straně je velká zahloubená závlahová nádrž na vodu, čerpanou z Labe. Jižní a západní svahy vrchu zaujímají oplocené vinice a sady. Na vrchol nevede značená cesta. Polní cesty vedou ze severovýchodní strany k myslivecké střelnici na úpatí vrchu, od ní pak přímou lesní cestou, která stoupá jihozápadním směrem k nádrži, odkud se nabízí výhled k severozápadu na České středohoří. Vzrostlý les pokrývá celou horní část vrchu a brání výhledu do okolí. Nejvyšší část, kde se nacházelo raně středověké sídliště, je od vodní nádrže vzdálená asi sto metrů. Turisticky zajímavé jsou výhledy do krajiny ze všech stran úpatí vrchu. Přístup viničními cestami je možný jen mimo období dozrávání vinné révy.

## Osídlení

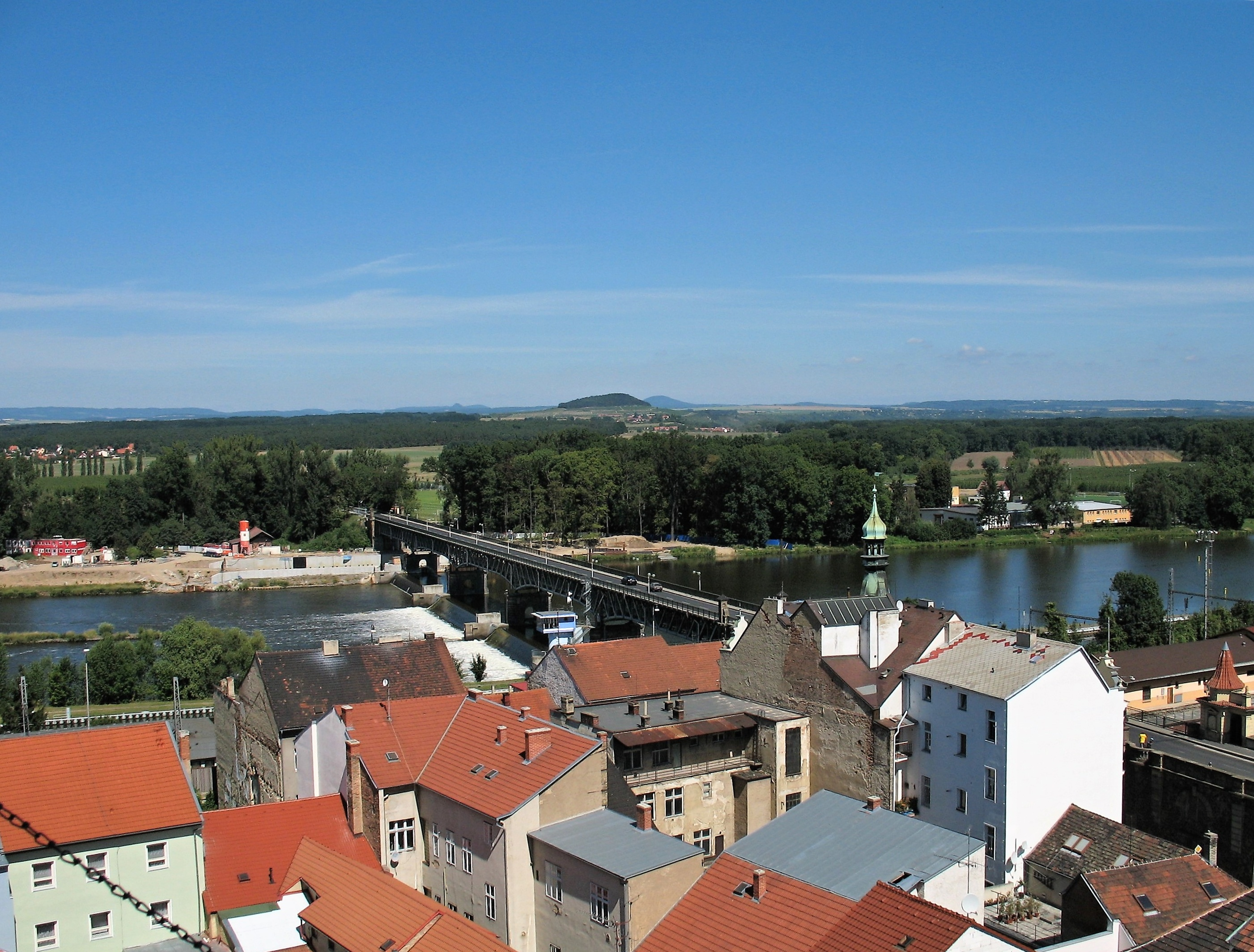
Pohled na Sovici z roudnické Hlásky. V pozadí na obzoru jsou kopce Ronov a Vlhošť v Polomených horách.

Archeologické výzkumy v letech 2007–2008 poprvé s jistotou prokázaly osídlení vrchu již v několika pravěkých obdobích: v eneolitu, ve starší době bronzové (únětická kultura) a v době halštatské. Delší dobu je také známo prokazatelné osídlení ze středohradištního období, kdy se na vrcholu nacházelo sídliště nebo hradiště. Případné opevnění však v důsledku opakovaných sesuvů půdy v letech 1788 a 1883 zaniklo. Osídlení bylo rámcově datováno pomocí nalezených keramických střepů do devátého až desátého století.

## Ochrana přírody
Na jihovýchodním svahu vrchu se nachází přírodní památka Sovice u Brzánek, vyhlášená na rozloze 1,16 ha 14. srpna 2012 a chránící polopřirozené suché trávníky a facie křovin na vápnitém podloží.